# Herederos
Herederos es una serie de televisión producida por Cuarzo Producciones y emitida por la La 1 de Televisión Española, que la estrenó el 25 de septiembre de 2007. La serie finalizó su emisión el 3 de febrero de 2009. La 1 recuperó la serie para su franja de sobremesa, comenzando de nuevo su emisión el miércoles 16 de enero de 2013 con un capítulo diario de lunes a viernes a partir de las 16:30, ocupando así el hueco que habían dejado las reposiciones de La Señora. En la franja de sobremesa obtuvo malos resultados de audiencia, congregando en su último capítulo, el viernes 1 de marzo de 2013, a 956.000 espectadores y una cuota de pantalla del 7,3%. Su franja fue ocupada por las reposiciones de Los misterios de Laura.

## Argumento
Herederos narra la vida de los Orozco, una importante familia relacionada con el mundo de los toros marcada por las traiciones, las luchas de jerarquías, los engaños, el misterio y los enfrentamientos personales. La historia comienza cuando Carmen Orozco descubre que su marido le es infiel, el problema no es que se trata de una más de sus admiradoras, sino de alguien cercano a ella. El clan Orozco está compuesto por Carmen, la matriarca de la familia de carácter duro y autoritario, interesada en los negocios (que son cada vez más), Julia la hermana/hija de Carmen que tiene un marido amigo/enemigo de la jefa Orozco; Jacobo, el hijo rebelde pero amoroso con su madre, y Vero, la hija que reniega pertenecer a dicha familia y cuyo interés por alejarse de la misma es grande.

## Reparto

### Actual
- Concha Velasco como: Carmen Orozco Argenta
- Mar Regueras como: Julia Orozco Argenta
- Ginés García Millán como: Bernardo Sánchez
- Lidia Navarro como: Verónica García Orozco †
- Félix Gómez como: Jacobo García Orozco
- Iker Lastra como: Antonio "Nino" Moro Galán
- Petra Martínez como: Teresa Galán
- Cristina Brondo como: Cecilia Paniagua
- Asier Etxeandia como: Gorka
- Paco Hidalgo como: Pablo
- Irene Montalà como: Mónica
- Lluís Homar como: Luis Soler
- Nuria Gago como: Lorena
- Assumpta Serna como: Elisa
- Germán Palacios como: Andrés
- Nicolás Gaude como: Diego
- Andrés Gertrúdix como: Miguel Galván
- Julieta Serrano como: Psiquiatra de Carmen Orozco
- Helio Pedregal como: Rafael García del Hierro †
- Fabio Testi como: Enrique Escarpa †
- Álvaro de Luna como: Antonio Moro †
- Cristina Castaño como: Rocío Urquijo
- Rodolfo de Souza como: Tomás Ugarte
- Carme Elías como: Manuela / Carmen Ruíz †
- Conchita Goyanes como: Carlota
- Octavi Pujades como: Gonzalo Cohen-Belloso

## Episodios y audiencias
Lista de episodios y audiencias de Herederos.
| Capítulo          | Nombre                          | Fecha de emisión | Audiencia | Cuota de pantalla |
| ----------------- | ------------------------------- | ---------------- | --------- | ----------------- |
| PRIMERA TEMPORADA |                                 |                  |           |                   |
| 01-02             | Apariencias (Parte 1 / Parte 2) | 25/09/2007       | 2.833.000 | 17,0%             |
| 03                | La decisión de Julia            | 02/10/2007       | 3.077.000 | 17,1%             |
| 04                | El hijo                         | 09/10/2007       | 2.781.000 | 15,9%             |
| 05                | Plegarias atendidas             | 23/10/2007       | 2.816.000 | 16,3%             |
| 06                | La caza del lobo                | 30/10/2007       | 2.559.000 | 14,2%             |
| 07                | A toda una vida                 | 06/11/2007       | 2.835.000 | 15,9%             |
| 08                | Alegría                         | 13/11/2007       | 2.673.000 | 14,7%             |
| 09                | La madre                        | 20/11/2007       | 3.405.000 | 18,4%             |
| 10                | Testamento                      | 27/11/2007       | 3.085.000 | 17,4%             |
| 11                | La ruptura                      | 04/12/2007       | 2.903.000 | 16,6%             |
| 12                | La venganza                     | 14/01/2008       | 2.877.000 | 15,1%             |
| 13                | ¿Se acuerda de mí?              | 21/01/2008       | 2.774.000 | 15,4%             |
| 14                | La huida                        | 28/01/2008       | 2.487.000 | 13,7%             |
| 15                | Allegro moderato                | 04/02/2008       | 2.348.000 | 12,8%             |
| SEGUNDA TEMPORADA |                                 |                  |           |                   |
| 16                | Julia                           | 02/09/2008       | 2.332.000 | 14,8%             |
| 17                | En el mismo barco               | 09/09/2008       | 2.038.000 | 12,8%             |
| 18                | No se lo digas a nadie          | 16/09/2008       | 2.336.000 | 13,6%             |
| 19                | El final                        | 23/09/2008       | 2.225.000 | 12,4%             |
| 20                | Socios                          | 30/09/2008       | 2.330.000 | 13,2%             |
| 21                | Claudia                         | 07/10/2008       | 2.380.000 | 13,5%             |
| 22                | Favores                         | 14/10/2008       | 2.466.000 | 13,6%             |
| 23                | El silencio                     | 21/10/2008       | 2.550.000 | 13,7%             |
| 24                | Manuela                         | 28/10/2008       | 2.689.000 | 14,4%             |
| 25                | La cita                         | 04/11/2008       | 2.530.000 | 13,5%             |
| 26                | El lago                         | 11/11/2008       | 2.771.000 | 15,5%             |
| 27                | Mónica                          | 18/11/2008       | 2.673.000 | 14,9%             |
| 28                | Duelo                           | 25/11/2008       | 2.534.000 | 13,7%             |
| TERCERA TEMPORADA |                                 |                  |           |                   |
| 29                | De cero                         | 02/12/2008       | 2.475.000 | 13,2%             |
| 30                | La firma                        | 09/12/2008       | 2.371.000 | 12,4%             |
| 31                | La berrea                       | 16/12/2008       | 2.230.000 | 11,7%             |
| 32                | El último deseo                 | 23/12/2008       | 2.301.000 | 12,9%             |
| 33                | Segunda oportunidad             | 30/12/2008       | 2.422.000 | 13,5%             |
| 34                | La conversación                 | 13/01/2009       | 2.729.000 | 14,0%             |
| 35                | La gran mentira                 | 20/01/2009       | 2.826.000 | 14,9%             |
| 36                | La despedida                    | 27/01/2009       | 2.799.000 | 14,5%             |
| 37                | Herederos                       | 03/02/2009       | 3.410.000 | 18,2%             |

## Media de las temporadas
- 1ª temporada: 2.818.000 espectadores (15,8% de cuota de pantalla)
- 2ª temporada: 2.450.000 espectadores (13,8% de cuota de pantalla)
- 3ª temporada: 2.618.000 espectadores (13,9% de cuota de pantalla)

## Premios y nominaciones
- XVII Edición de los Premios de la Unión de Actores 2007.
  - Concha Velasco nominada al premio a Mejor actriz protagonista de televisión.
  - Petra Martínez ganadora del premio a Mejor actriz secundaria de televisión.
  - Ginés García Millán ganador del premio a Mejor actor secundario de televisión.
  - Félix Gómez nominado al premio a Mejor actor secundario de televisión.
  - Iker Lastra nominado al premio a Mejor actor de reparto de televisión.

- Premios ATV
  - 2007: Concha Velasco nominada al premio a Mejor actriz de serie.
  - 2008: Concha Velasco ganadora del premio a Mejor actriz de serie.

- XVIII Edición de los Premios de la Unión de Actores 2008.
  - Concha Velasco ganadora al premio a Mejor actriz protagonista de televisión.
  - Félix Gómez ganador al premio a Mejor actor secundario de televisión.